# Fergie Frederiksen
Dennis Hardy Frederiksen, också känd som Fergie Frederiksen, endast Fergie och David London, född 15 maj 1951 i Grand Rapids, Michigan, död 18 januari 2014 i Mound, Minnesota, var en amerikansk sångare, mest känd för sin roll som sångare i det amerikanska rockbandet Toto åren 1984–1985. Han var också sångare i Trillion, Angel och LeRoux. Han var också bakgrundssångare i Survivor.
Frederiksen avled i cancer 2014.